# A küszöb
A küszöb (eredeti cím: Threshold) egy amerikai sci-fi sorozat, ami a CBS csatornán futott. A sorozat premierje 2005. szeptember 15-én, szerdán volt. Magyarországon a TV2 mutatta be 2007. augusztus 22-én.

## Cselekmény
A sorozat középpontjában egy csapat szakértő áll, akiket az Egyesült Államok haditengerészetének ijesztő felfedezése miatt hívtak össze: egy földönkívüli jármű szállt le az Atlanti-óceán közepén, megtámadva egy arra járó hajót. Dr. Molly Anne Caffrey vészhelyzet-elemzőként dolgozik a kormánynak, munkája során vészforgatókönyveket készít olyan esetekre, amikor a lehető legrosszabb történik. Élete egy pillanat alatt megváltozik, amikor az egyik tervét - a Küszöb nevet viselőt - J. T. Baylock helyettes nemzetbiztonsági tanácsadó meg akarja valósíttatni. Caffrey így egy bizonyítatlan elméleti tervvel a kezében - amelyet arra az esetre dolgozott ki, ha földönkívüliek jelennének meg bolygónkon - egy globális válság kellős közepén találja magát. Saját maga választ csapattagokat arra, hogy felkészüljenek a kapcsolatfelvételre. A szakértők között található Dr. Nigel Fenway, a NASA kiégett mikrobiológusa; Lucas Pegg, a briliáns, de neurotikus fizikus; Arthur Ramsey nyelv- és matematikai szakértő; és Cavennaugh, egy rejtélyes múltú, magasan képzett titkosügynök.

## Szereplők
| Színész           | Szereplő               | Magyar hang       |
| ----------------- | ---------------------- | ----------------- |
| Carla Gugino      | Dr. Molly Anne Caffrey | Major Melinda     |
| Charles S. Dutton | J.T. Baylock           | Koroknay Géza     |
| Brent Spiner      | Dr. Nigel Fenway       | Reviczky Gábor    |
| Rob Benedict      | Lucas Pegg             | Zámbori Soma      |
| Brian Van Holt    | Sean Cavennaugh        | Haás Vander Péter |
| Peter Dinklage    | Arthur Ramsey          | Elek Ferenc       |

## Epizódok
| #   | Cím                                           | Rendező          | Író                           | Premier                                     | Nézettség  | Gyártási szám |
| --- | --------------------------------------------- | ---------------- | ----------------------------- | ------------------------------------------- | ---------- | ------------- |
| 1.  | Üvegfák 1. rész (Trees Made of Glass: Part 1) | David S. Goyer   | Bragi F. Schut                | 2005. szeptember 16. 2007. augusztus 22.    | 8,6 millió | 101           |
| 2.  | Üvegfák 2. rész (Trees Made of Glass: Part 2) | Peter Hyams      | Brannon Braga, David S. Goyer | 2005. szeptember 16. 2007. augusztus 29.    | 8,6 millió | 102           |
| 3.  | Gyermekek vére (Blood of the Children)        | Bill Eagles      | Anne McGrail                  | 2005. szeptember 23. 2007. augusztus 22.    | 8,3 millió | 103           |
| 4.  | Tűzvész (The Burning)                         | John Showalter   | Brannon Braga, Dan O'Shannon  | 2005. szeptember 30. 2007. szeptember 12.   | 8,2 millió | 104           |
| 5.  | Sokk (Shock)                                  | Tim Matheson     | André Bormanis                | 2005. október 7. 2007. szeptember 19.       | 8,1 millió | 105           |
| 6.  | Impulzus (Pulse)                              | Bill L. Norton   | Mike Sussman                  | 2005. október 14. 2007. szeptember 26.      | 7,4 millió | 106           |
| 7.  | A parancs (The Order)                         | Norberto Barba   | Anne McGrail                  | 2005. október 21. 2007. október 3.          | 8,1 millió | 107           |
| 8.  | Jelenések (Revelations)                       | Thomas J. Wright | Amy Berg, Andrew Colville     | 2005. november 7. 2007. október 10.         | 6,5 millió | 108           |
| 9.  | Az utód (Progeny)                             | David Jackson    | Barbara Nance                 | 2005. november 22. 2007. október 17.        | n/a        | 109           |
| 10. | Ellentmondás (The Crossing)                   | Paul Shapiro     | Bragi F. Schut                | 2006. január 11. (Sky1) 2007. október 24.   | n/a        | 110           |
| 11. | Kitörés (Outbreak)                            | Felix Alcalá     | Dan O'Shannon                 | 2006. január 18. (Sky1) 2007. október 31.   | n/a        | 111           |
| 12. | Az önkéntes (Vigilante)                       | John Showalter   | Mike Sussman                  | 2006. január 25. (Sky1) 2007. november 7.   | n/a        | 112           |
| 13. | Idegenek városa (Alienville)                  | Oz Scott         | Anne McGrail                  | 2006. február 1. (Sky 1) 2007. november 14. | n/a        | 113           |